# دهومچار
دهومچار (به لاتین: Dhumchar) یک روستا در بنگلادش است که در استان باریسال و در ناحیه باریسال واقع شده است.